# Smart and Smarter
«Smart and Smarter» (рус. Умный и ещё умнее) — тринадцатая серия пятнадцатого сезона «Симпсонов». Его первый эфир состоялся 22 февраля 2004 года. Саймон Ковелл выступал в роли приглашённой звезды, выступая в роли жесткого честного судьи.

## Сюжет
Семья Симпсонов посещает Викерботтомскую доясельную спецшколу, куда Апу и Манджула посылают двух своих восьмерняшек. Гомер и Мардж обсудили, каково это будет для ребенка — учёба в этой школе, с Доктором Хиббертом и решают отправить туда Мэгги. Однако Мэгги проваливает тест на вступление, потому что не умеет говорить. Чуть позже Лиза обнаруживает у Мэгги особенный ум. Мэгги проходит второй тест. Результаты показывают, что Мэгги не только гениальна, но её IQ (167) больше, чем у Лизы (159). Лиза теперь не является «самой умной» в семье Симпсонов. Её попытки найти новый имидж, включая девочку-гота по имени Грустная Чёрная Ворона, черлидершу, рэпера, футболиста, ковбоя и даже стендап комедианта, проваливаются.
Дома Лиза пытается учить Мэгги ложной информации. Гомер (с Лягушкой-Говоруном) и Мардж ругают её за то, что она мешает образованию своей сестры и, если она действительно этого хочет, ей не стоит быть примером для своей сестры. Она покидает дом и прячется в Музее Естественной Истории, где Гомер и Мардж не смогут её найти. Тем не менее Шеф Виггам, Лу и Эдди находят там её вещи (они обещают больше не помогать им, если тест будет пройден не так, как хочет, так как тест для всех, а Виггам такой важный в полиции, что продумал все до мелочей). Семья заходит в экспонат, изображающий человеческое тело, но Мэгги случайно нажимает кнопку «Проглотить», и Мардж, Гомер и Барт оказываются проглочены. Мэгги нажала много разных кнопок, прежде чем нажать нужную, следуя визуальному намёку Лизы, указывающему на цвет.
По иронии судьбы, после того, как Мэгги спасла Гомера, Мардж и Барта, секрет её ума был раскрыт — Генри (владелец Викерботтомской доясельной спецшколы) показал видеокассету с прослушивания Мэгги, и оказалось, что Лиза показывала ей ответы. Генри начал критиковать Мэгги, за что злой Гомер начал его бить (в то время, как Генри критиковал его кулаки). В заключение Мэгги начала играть на Лизином саксофоне, показывая ещё один признак своего ума. Однако Лиза отнимает свой саксофон со словами «это не для детей».

## Факты и культурные отсылки
- Название является отсылкой к названию фильма Тупой и ещё тупее.[2]
- В данной серии Генри говорит: «Она банальна, как злобная баба из пьесы Ибсена», что, возможно, является отсылкой к Норе из пьесы Кукольный дом.
- Разоблачение того, что Мэгги так умна, благодаря Лизе схоже с делом Умного Ганса в начале XX века.[2]
- Мэгги, использующая Лягушку-Говоруна, скорее всего, является отсылкой к Стивену Хокингу.
- Слова Мардж «Все наши дети умны. Просто одни умнее других» является отсылкой к повести Скотный двор «Все животные равны, но некоторые животные равнее других».
- Мардж даёт Лизе клочок бумаги с надписью «Ты — Лиза Симпсон», что является отсылкой к эпизоду второго сезона Lisa's Substitute, где персонаж Мистер Бергсторм даёт ей схожую бумажку.[2]
- Кошмар Лизы о том, что она толкает Мэгги вниз с лестницы, является отсылкой к фильму 1962 года Что случилось с Бэби Джейн?.[2]
- Лиза, стоящая в Музее Естественной Истории — отсылка к книге From the Mixed-Up Files of Mrs. Basil E. Frankweiler, в которой ребёнок убегает из дома и живёт в Метрополитен-музее искусства в Нью-Йорке.[2]
- Музыка, играющая на протяжении данного момента — Moon River.
- Во время второго прослушивания Генри называет Мэгги «молчаливая американка», что является отсылкой к роману Грэма Грина Тихий американец.
- Имя Лизы-гота может быть отсылкой к поэме Эдгара Алана По Ворон.
- Футболка «Я с гением» может быть пародией на футболку со слоганом «Я с тупым».